# Waipaoa (fleuve)

Le fleuve Waipaoa  (en anglais : Waipaoa River) est un cours d’eau du nord-est de l’Île du Nord de la Nouvelle-Zélande.

## Géographie
Il prend naissance sur les pentes est de la  chaîne de Raukumara (en), s’écoulant sur 80 km pour atteindre la Baie de la Pauvreté et l’Océan Pacifique juste au sud de Gisborne. Sur environ la moitié de cette distance, sa vallée est suivie par la  route State Highway 2 (en). Le fleuve a plusieurs affluents importants, et parmi eux les rivières Wharekopai,Waikohu, Mangatu, Waingaromia et Waihora. Les principales villes, qui siègent sur les berges du fleuve sont Te Karaka, Ormond, et Patutahi.